# Tuffi ai XXI Giochi del Commonwealth - Piattaforma 10 metri femminile
Il concorso dei tuffi dalla piattaforma 10 metri femminile dei Giochi del Commonwealth di Gold Coast si è svolto il 12 aprile 2018.

## Risultati
In verde sono indicati i finalisti
| Class | Atleta             | Preliminare | Preliminare | Finale | Finale |
| Class | Atleta             | Punti       | Class       | Punti  | Class  |
| ----- | ------------------ | ----------- | ----------- | ------ | ------ |
|       | Melissa Wu         | 327.20      | 3           | 360.40 | 1      |
|       | Meaghan Benfeito   | 314.75      | 6           | 359.75 | 2      |
|       | Lois Toulson       | 324.60      | 4           | 344.20 | 3      |
| 4     | Pandelela Rinong   | 339.00      | 1           | 340.20 | 4      |
| 5     | Cheong Jun Hoong   | 330.10      | 2           | 332.85 | 5      |
| 6     | Caeli McKay        | 277.70      | 10          | 325.90 | 6      |
| 7     | Brittany O'Brien   | 304.75      | 7           | 322.50 | 7      |
| 8     | Robyn Birch        | 319.50      | 5           | 308.40 | 8      |
| 9     | Celina Toth        | 289.80      | 9           | 300.85 | 9      |
| 10    | Kimberly Qian Bong | 204.20      | 12          | 294.20 | 10     |
| 11    | Teju Williamson    | 293.80      | 8           | 276.35 | 11     |
| 12    | Gemma McArthur     | 273.15      | 11          | 263.05 | 12     |